# Joseph Servant
Pour les articles homonymes, voir Servant.
Joseph Servant, né le 2 octobre 1920 à Yssingeaux et mort le 17 février 2012 au Puy-en-Velay, est un colonel et diplomate français.

## Jeunesse
Il suit sa scolarité à l’école Saint-Pierre, au collège du Sacré-Cœur et au lycée Blaise-Pascal à Clermont-Ferrand.

## Période militaire
C’est à l’âge de 20 ans que Joseph Servant a choisi de s’engager dans la voie militaire, en intégrant le 13e régiment des tirailleurs sénégalais à Alger. En 1944, il sort de la promotion Libération de l'École d’élèves officiers de Cherchell, puis il rejoint le 18e régiment de tirailleurs sénégalais à Fez au Maroc. Il participe au débarquement en Provence le 15 août 1944. Après deux séjours au Vietnam entre 1946 et 1950 dans le delta du Mékong, à Soctrang et Baixau, il intègre le Centre d’études africaines et asiatiques à Paris, où il enseigne la langue khmère. Un an plus tard en 1952, il intègre le 7e régiment des tirailleurs sénégalais à Dakar, où il reste jusqu’en 1955. De 1957 à 1960, il est conseiller du haut commissaire à Lomé (Togo).
Il épouse Claude Jamon le 10 novembre 1950 à Lyon. De leur union naissent quatre enfants : Pierre-Henri (1951-1977), Élisabeth (1954), Régis (1956) et Catherine (1963).

## Période diplomatique
De 1961 à 1962, Joseph Servant est en service au Centre de coordination interarmées en Algérie, avant d’être attaché militaire à Addis-Abeba (Éthiopie) jusqu’en 1966. D’octobre 1966 à 1969, il est attaché militaire à l’Ambassade de France à Prague (Tchécoslovaquie). Puis il retourne au Togo de 1970 à janvier 1980, où il est conseiller auprès du chef de l'État, Gnassingbé Eyadema.

## Période associative
Son engagement militaire et diplomatique se poursuit jusqu’en 1980, date à partir de laquelle il s’investit activement dans la vie associative du département de la Haute-Loire. Il est de tous les rendez-vous citoyens : il s’investit au sein d’Amnesty International, participe à la création de la Maison pour Tous de Brives-Charensac, de la bibliothèque municipale, de la Transcévenole. De 1985 à 1994, il assure la présidence de la Société d’entraide de la Légion d’honneur en Haute-Loire.
C’est en européen convaincu qu’il initie le jumelage entre Brives-Charensac et Illerkirchberg (Allemagne), puis avec Sant Carles de la Rapita. Il rejoint le Mouvement européen en 1990, dont il assure la vice-présidence pour la Haute-Loire jusqu’en 1999, date à laquelle il met en place la Fédération départementale des comités de jumelages. De 2000 à 2004, il donne l’actualité européenne une fois par semaine à RCF avec l’aide d’une équipe de jeunes bénévoles, qui prirent la relève de cet engagement européen.

## Distinctions[2]
- Titulaire de la croix de guerre 1939-1945
- Titulaire croix de guerre des Théâtres d'opérations extérieurs
- Titulaire de la croix du combattant volontaire
- Officier de la Légion d'honneur (2006)